# Parmananda Jha
Parmanand Jha (nepalí परमानन्द झा) (n. 1944) fue el primer Vicepresidente de Nepal.
Fue miembro del Tribunal Supremo del país asiático. Es natural de Mauwaha VDC-1, en el distrito de Saptari, Nepal. Jha abandonó la condición de magistrado en el mes de diciembre de 2007. No logró ser propuesto por el Consejo Judicial Nepalí como magistrado permanente del Tribunal Supremo después de una controversia relacionada con las drogas. Jha inició su actividad política como miembro del partido Madhesi Janadhikar Forum, Foro de los Derechos del Pueblo Madhesi. El 19 de julio de 2008, Jha fue elegido Vicepresidente de Nepal, con carácter provisional, por la Asamblea Constituyente. Jha fue presentado como candidato del Foro de los Derechos del Pueblo Madhesi. Después de la elección, Jha se comprometió a actuar de forma independiente, al margen de intereses partidistas.
| Precedido por: Cargo de nueva creación | Vicepresidente Provisional 2008 - 2015 | Sucedido por: Nanda Kishor Pun |